# (128345) Danielbamberger
(128345) Danielbamberger est un astéroïde de la ceinture principale.

## Description
(128345) Danielbamberger est un astéroïde de la ceinture principale. Il fut découvert le 15 avril 2004 à Emerald Lane par Loren C. Ball. Il présente une orbite caractérisée par un demi-grand axe de 2,59 UA, une excentricité de 0,16 et une inclinaison de 8,3° par rapport à l'écliptique.